# Digimon Savers
Digimon Savers (デジモンセイバーズ Dejimon Seibāzu, n.đ. 'Những hộ vệ Digimon'), hay còn gọi là Digimon Data Squad là loạt phim anime thứ năm trong Digimon được sản xuất bởi Toei Animation. Phim được phát sóng tại Nhật Bản từ 2 tháng 4 năm 2006 đến 25 tháng 3 năm 2007.

## Sản xuất

### Anime
Digimon Savers được sản xuất bởi Toei Animation với 48 tập được phát sóng trên Fuji TV tại Nhật Bản từ 2 tháng 4 năm 2006 đến 25 tháng 3 năm 2007. Ca khúc mở đầu cho 29 tập đầu của series là "Gouing! Going! My Soul!!" (強ing! Going! My soul!! Gōing! Going! My soul!!) của Dynamite SHU, còn 19 tập còn lại là bài "Hirari" (ヒラリ) của Wada Kouji. Bài "One Star" của Itou Yousuke được chọn làm bài hát kết thúc 24 tập đầu, còn 24 tập còn lại (trừ tập 48) là bài "Ryuusei" (流星 Ryūsei) của MiyuMiyu. Nhạc lồng trong phim là bài "Believer" của Ikuo.

### Phân vai lồng tiếng
| Nhân vật           | Diễn viên lồng tiếng Nhật | Diễn viên lồng tiếng Anh |
| ------------------ | ------------------------- | ------------------------ |
| Daimon Masaru      | Hoshi Souichirou          | Quinton Flynn            |
| Fujieda Yoshino    | Aragaki Yui               | Colleen O'Shaughnessey   |
| Thomas H. Norstein | Nojima Hirofumi           | Crispin Freeman          |
| Noguchi Ikuto      | Kugimiya Rie              | Brianne Siddall          |
| Agumon             | Matsuno Taiki             | Brian Beacock            |
| Lalamon            | Yukana                    | Dorothy Fahn             |
| Gaomon             | Nakai Kazuya              | Skip Stellrecht          |
| Falcomon           | Koujiro Chie              | Steven Blum              |